# Аудіонаркотики
Аудіонаркотики, цифрові наркотики (I-Doser) - назва для звукових файлів, які ймовірно викликають психоактивну дію. Саме явище з'явилося разом з програмою I-Doser в середині 2006 року, а в 2009 році зазнало сплеск популярності в рунеті.

## Історія і зростання популярності
У 2006 році з'явилася програма I-Doser, що дозволяє прослуховувати файли з певним змістом, які позиціонувалися як звуки, які викликають ейфоричний стан, схожий з ефектом від вживання справжніх наркотиків. При цьому вони зберігалися в drg-файлах закритого формату, які дозволяли тільки певну кількість прослуховувань («доз»). Після цього програма модифікувала drg-файли певним чином, заборонним подальше прослуховування. Існує велика кількість (на 2009 рік було понад 100) типів звукових файлів, назви деяких з них асоційовані з відомими наркотиками («марихуана», «ЛСД» та ін.), Інші ж мають абстрактні назви (наприклад, «рука Бога», "жага життя"). Автори програми заробляли, продаючи «дози» різних «наркотиків». Назва програми стала називною для будь-яких типів звукових файлів такого типу.
Внутрішній формат програми або drg-файлів незабаром був розкритий, а їх вміст вдалося переконвертувати в поширені формати звукових файлів, які могли відтворюватися будь-яким аудіопрогравачем. Після цього почали з'являтися численні «піратські» сайти, що пропонують купити «звукові наркотики» у вигляді файлів звичайних звукових форматів (wav, mp3), чи розповсюджують їх безкоштовно; також ці файли доступні в пірингових файлообмінних мережах.
У червні 2009 року в російськомовному сегменті Інтернету відбувся сплеск пошукових запитів, пов'язаних з аудіонаркотиками.
Відзначається, що зростання популярності таких файлів пов'язаний з розсилкою спаму (у тому числі через соціальні мережі та ICQ) і появою статей і передач у ЗМІ.

## Технологія та вплив
Звукові наркотики (бінауральні стереохвилі) - звук у цифровому форматі, який являє собою пульсуючі звуки, що складаються з певного набору частот.
Стверджується, що прослуховування цих звукових файлів здійснює на мозок вплив завдяки так званим бінауральним ритмам, відповідних частотам «мозкових хвиль», які утворюються при прослуховуванні за допомогою стереонавушників спеціально підібраних різних звукових сигналів для лівого і правого вуха слухача. Імовірно цифрові наркотики синхронізують хвилі мозку зі звуком. Внаслідок цього вони впливають на психічний стан.
Нейрохірург Ніколас Теодор зазначає, що реальних свідчень того, що «айдозери» дійсно можуть здійснювати приписуваний їм вплив, не існує. На думку доктора медичних наук, професора кафедри теоретичної та прикладної психології Тольяттинского держуніверситету Валерія Якуніна, навіть якщо вплив акустичних хвиль і здатен призводити до виникнення змінених станів свідомості, «отримати постійно діючий ефект і точно описати, яким саме він буде, неможливо, це дуже сильно залежить від індивідуальних особливостей людини »; він вважає, що при масовому тиражі отримати такий ефект нереально, і що якийсь реальний вплив «цифрові наркотики» можуть здійснювати лише в одиничних випадках, а в інших відбувається ефект плацебо (особливо у людей істероїдного типу).
Більшість людей чує в айдозерах лише шум і пульсуючі звуки. Дехто після певного часу прослуховування відзначають різні відчуття в голові (біль, шум, помутніння), або в тілі.

## Теорія змови
Леонід Армер, координатор проекту «Молодіжна служба безпеки», зазначає, що «поява цієї теми абсолютно чітко спланована і підготовлена, бо з аналізу інформації сайтів їх об'єднує загальний контент, хостинг в різних країнах, а також те, що більшість сайтів було створено в першій половині червня - це була підготовка, а потім почалася масова розсилка ». «Цифрові наркотики» на цих сайтах продаються за гроші, при цьому ніякої гарантії їх ефективності розповсюджувачі не пропонують.